# Жизнь в сумерках
«Жизнь в сумерках» — ремиксовый альбом-сборник группы «Эпидемия», вышедший 7 апреля 2005 года. Диск состоит из избранных песен с предыдущих альбомов «Воля к жизни», «На краю времени» и «Загадка волшебной страны», полностью перезаписанных в 2005 году составом группы с вокалом Максима Самосвата. В альбом вошли только песни за авторством Юрия Мелисова. Над созданием обложки альбома работал художник Lee Nicholson.
Музыкальный критик Всеволод Баронин охарактеризовал альбом как сборник ранних хитов, группы, записи которых к 2005 году стали редкостью, и которые, собранные вместе, доказывают что «Эпидемия» окончательно подтвердила свой статус серьёзного конкурента «Арии».

## Список композиций
Слова и музыка всех песен — Юрий Мелисов.
| №   | Название                                          | Длительность |
| --- | ------------------------------------------------- | ------------ |
| 1.  | «Врата времени» (instrumental)                    | 1:02         |
| 2.  | «Звон монет»                                      | 4:48         |
| 3.  | «На краю времени»                                 | 6:56         |
| 4.  | «Чёрный маг»                                      | 6:17         |
| 5.  | «Воля к жизни»                                    | 6:50         |
| 6.  | «Феанор»                                          | 8:19         |
| 7.  | «Белый сокол»                                     | 5:26         |
| 8.  | «Снова быть с тобой»                              | 4:38         |
| 9.  | «Кольцо всевластия»                               | 5:55         |
| 10. | «Новый день»                                      | 4:42         |
| 11. | «Жизнь в сумерках»                                | 4:43         |
| 12. | «Livin' in Twilight» (скрытый трек, гроул-версия) | 5:14         |

## Состав
- Юрий Мелисов — гитара
- Максим Самосват — вокал
- Илья Князев — бас-гитара
- Илья Мамонтов — гитара
- Дмитрий Кривенков — ударные
- Дмитрий Иванов — клавишные